# Basler Arbeitsrappen

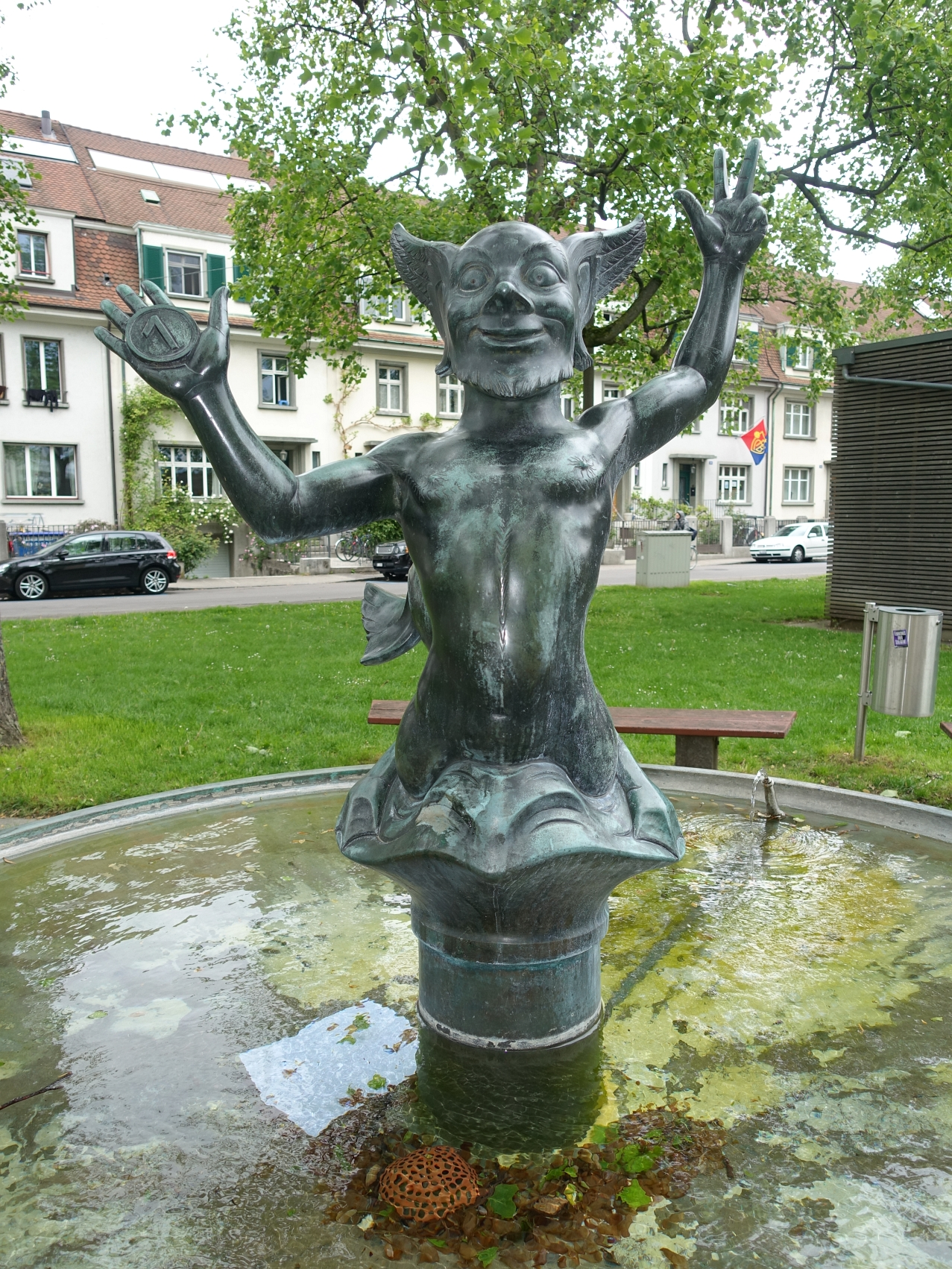
Arbeitsrappenbrunnen. Handelsschule, Basel

Der Basler Arbeitsrappen war ein Arbeitsbeschaffungsprogramm des Kantons Basel-Stadt. Es wurde infolge der Weltwirtschaftskrise zur Belebung der örtlichen Bauwirtschaft sowie der allgemeinen Arbeitsbeschaffung u. a. auf Initiative von Fritz Hauser, Fritz Mangold, Edgar Salin, Gustav Adolf Bohny und Christoph Bollinger ins Leben gerufen.
Das Projekt stellte Edgar Salin, Ordinarius für Nationalökonomie an der Universität Basel, an einer Veranstaltung der Statistisch-Volkswirtschaftlichen Gesellschaft am 24. Februar 1936 erstmals vor. Zur Finanzierung wurde ein Prozent auf alle Arbeitseinkommen erhoben. Das Projekt wurde am 29. Juni 1936 an den Basler Regierungsrat überwiesen, der sich damit begnügen musste, ihm den gesetzlichen Rahmen zu verleihen.
Zudem wurde eine Neuordnung des Tarifvertragswesen angestrebt, die am 7. September 1936 zwischen den gewerblichen Verbänden und Gewerkschaften geregelt werden konnte und den Arbeitsfrieden fast vollständig bis 1944 gewährleistete. Die Abstimmung über den Basler Arbeitsrappen fand am 3./4. Oktober 1936 statt und wurde bei knapp 50 Prozent Stimmbeteiligung mit 13'625 gegen 12'027 Stimmen eher knapp angenommen. Die hauptsächlich von Arbeitern frequentierten Stimmlokale lehnten den Arbeitsrappen ab.
Heute erinnern Informationstafeln an zahlreichen Gebäuden, dass diese mit dieser Sondersteuer erbaut oder renoviert wurden. 1984 wurden die im Fonds verbliebenen 239'000 Schweizer Franken vollumfänglich in die Finanzierung des Schlussberichts und eines aufwendigen Bildbandes investiert.

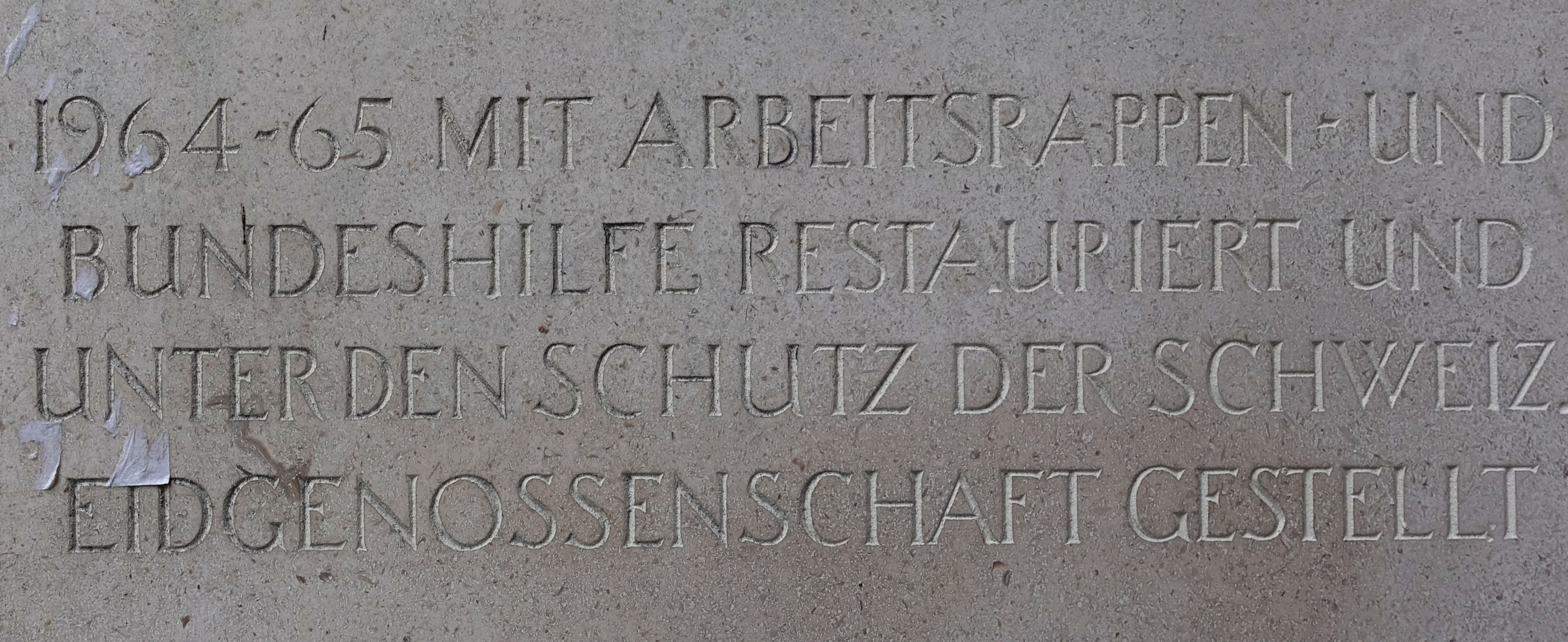
Basler Arbeitsrappen 1964/1965

Im Auftrag des Kunstkredits Basel-Stadt schuf Emil Knöll 1941 eine Plastik für den Arbeitsrappenbrunnen in Basel. Hermann Eidenbenz gestaltete ein Plakat für den Basler Arbeitsrappen.